# Кессіді Кук
Кессіді Кук (9 травня 1995 , Плантейшн, Флорида ) — американська стрибунка у воду, срібна призерка Олімпійських ігор 2024 року.